# Rashid Sidek
Rashid Sidek (född 8 juli 1968) är en idrottare från Malaysia som tog brons i badminton vid olympiska sommarspelen 1996 i Atlanta.